# Néa Potídea
Néa Potídea, en grec moderne : Νέα Ποτίδαια, ou Nouvelle-Potidée, est un village du dème de Néa Propontída, district régional de Chalcidique, en Macédoine-Centrale, Grèce.
Selon le recensement de 2011, la population du village s'élève à 1 559 habitants.
Le canal de Potidée y est situé.